# Super Sprint
Super Sprint è un videogioco arcade simulatore di guida del 1986, sviluppato dalla Kee Games e pubblicato dalla Atari Games, quinto capitolo della serie Sprint. Il giocatore può controllare una vettura di Formula 1 in un circuito visto dall'alto a schermata fissa. Il coin-op dispone di volanti e pedali per consentire partite a tre giocatori.
In seguito il videogioco è stato convertito per Amstrad CPC, Atari ST, Commodore 64, NES e ZX Spectrum. Inoltre è stato reso disponibile anche per PlayStation, Game Boy Advance, Nintendo GameCube, PlayStation 2, PlayStation 3 e Xbox 360 all'interno di alcune raccolte di giochi come Midway Arcade Origins.

## Modalità di gioco
Ci sono diverse piste selezionabili, alcune anche con incroci, scorciatoie o tratti sopraelevati. Alle gare partecipano sempre quattro vetture, di cui nella versione arcade fino a tre possono essere controllate contemporaneamente da giocatori, tramite volante e pedale acceleratore. Nelle conversioni degli anni '80 il numero massimo di giocatori umani è ridotto a due.

## Serie
Tutti i predecessori di Super Sprint sono videogiochi arcade prodotti dalla Kee Games (incorporata dalla Atari) nel 1976-1978, caratterizzati da grafica molto semplice (4 bit) con sfondo in tinta unita. Il concetto generale è sostanzialmente lo stesso, mentre il numero nel titolo indica il numero massimo di giocatori supportato, ovvero il numero di volanti che ha il coin-op e non l'ordine di pubblicazione dei titoli.
Super Sprint fu seguito a sua volta da Championship Sprint (1986), che in versione arcade aggiunge solo otto piste in più e si limita due giocatori, ma nelle conversioni aggiunge anche un editor di livelli; e da Badlands (1989), versione futuristica, che aggiunge la componente del combattimento.
Elenco dei titoli della serie:
- Sprint 2 (1976)
- Sprint 4 (1977)
- Sprint 8 (1977)
- Sprint One (1978)
- Super Sprint  (1986)
- Championship Sprint (1986)
- Badlands (1989)
- NeoSprint (2024) sviluppato da Headless Chicken[2][3]

### Antologie
- Midway Arcade Treasures (2003)
- Spy Hunter / Super Sprint (2005)[4]
- Midway Arcade Origins (2012)[5]